# Maków Podhalański
Maków Podhalański (do 1930 Maków) – miasto w województwie małopolskim, w powiecie suskim, siedziba gminy miejsko-wiejskiej Maków Podhalański. W latach 1975–1998 miasto administracyjnie należało do woj. bielskiego. Położone nad rzeką Skawą, w Beskidzie Makowskim, u stóp Bryndzówki (698 m n.p.m.).

## Położenie
Na północ od miasta znajduje się Pasmo Koskowej Góry, nazwane tak od najwyższego punktu, Koskowej Góry (868 m). Jego częścią jest Makowska Góra. Inne wzgórza w pobliżu to Ostrysz (707 m), Kamienna Góra (719 m) i Stołowa Góra. Na południe od rzeki rozciąga się Pasmo Jałowieckie m.in. z Malikowskim Groniem (760 m). Dalej w kierunku południowym (na południe od doliny rzeki Skawicy, dopływu Skawy) wznosi się trochę wyższe Pasmo Policy (najwyższy punkt 1369 m). Jednak najbliżej Makowa Podhalańskiego leży góra Jawor (857 m) w pobliżu Juszczyna. Najbardziej na południe – na granicy ze Słowacją – widać Pasmo Babiogórskie.

## Historia

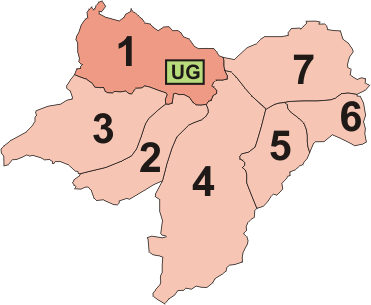
Podział gminy Maków Podhalański. 1. Maków Podhalański 2. Białka, 3. Grzechynia, 4. Juszczyn, 5. Kojszówka, 6. Wieprzec, 7. Żarnówka

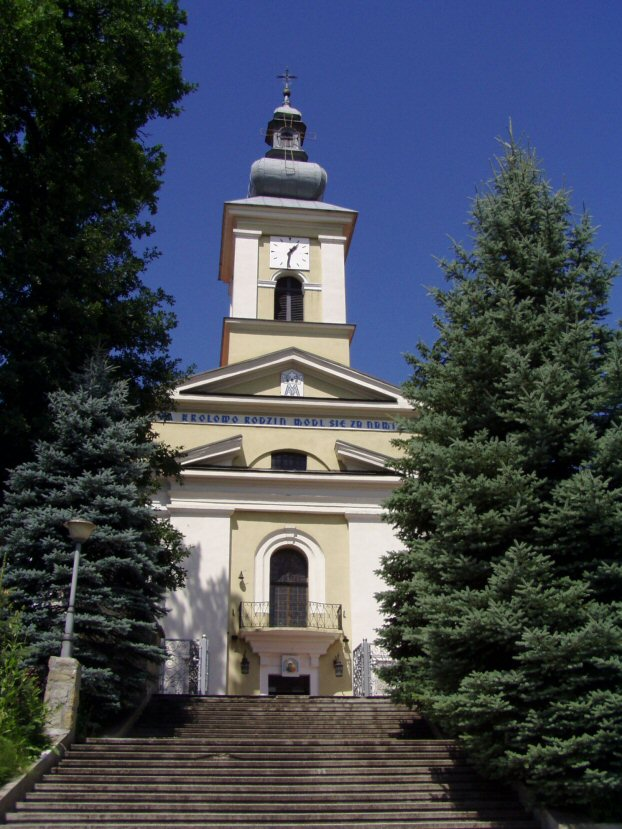
Kościół w Makowie Podhalańskim

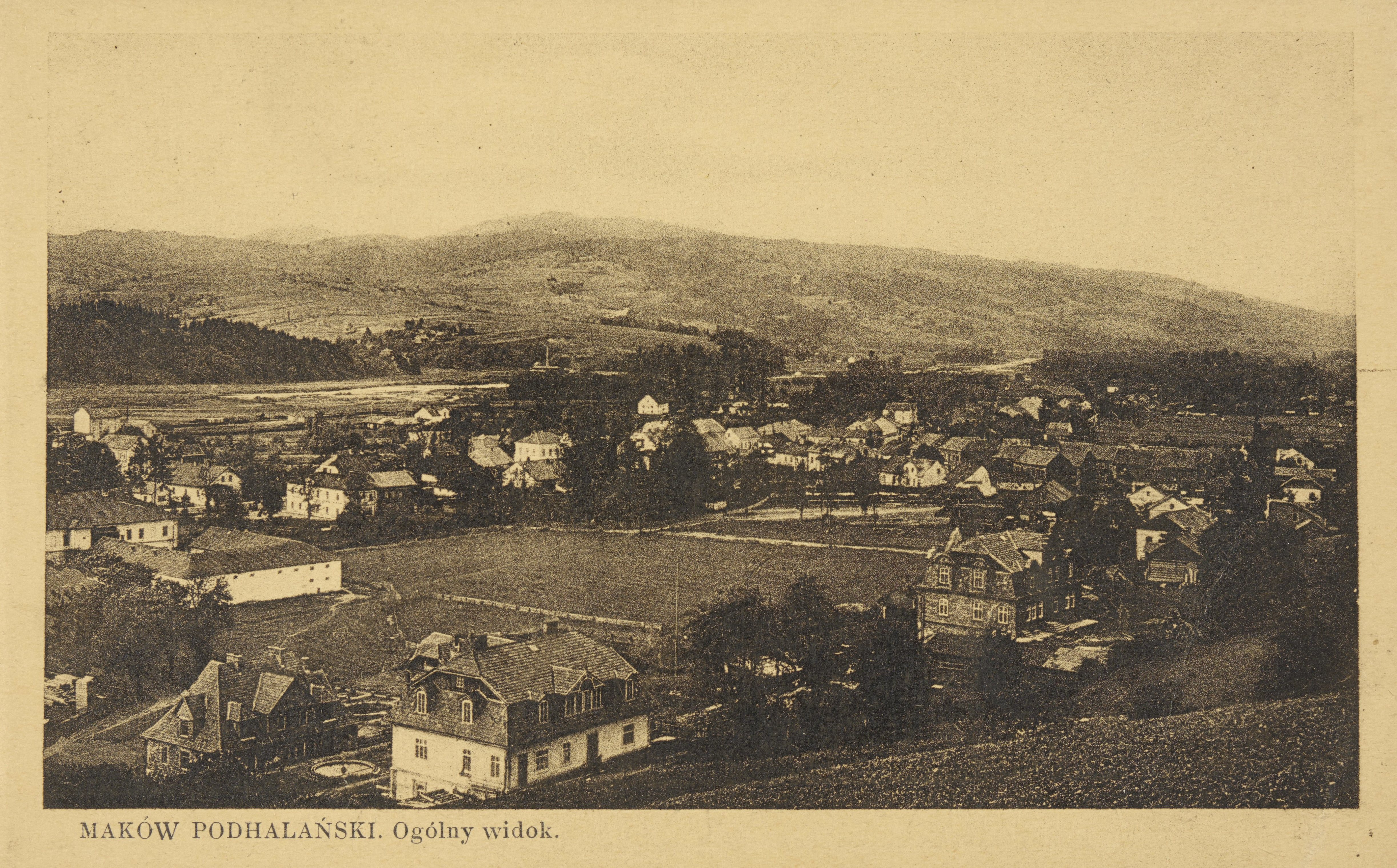
Widok ogólny Makowa (1927–1939)

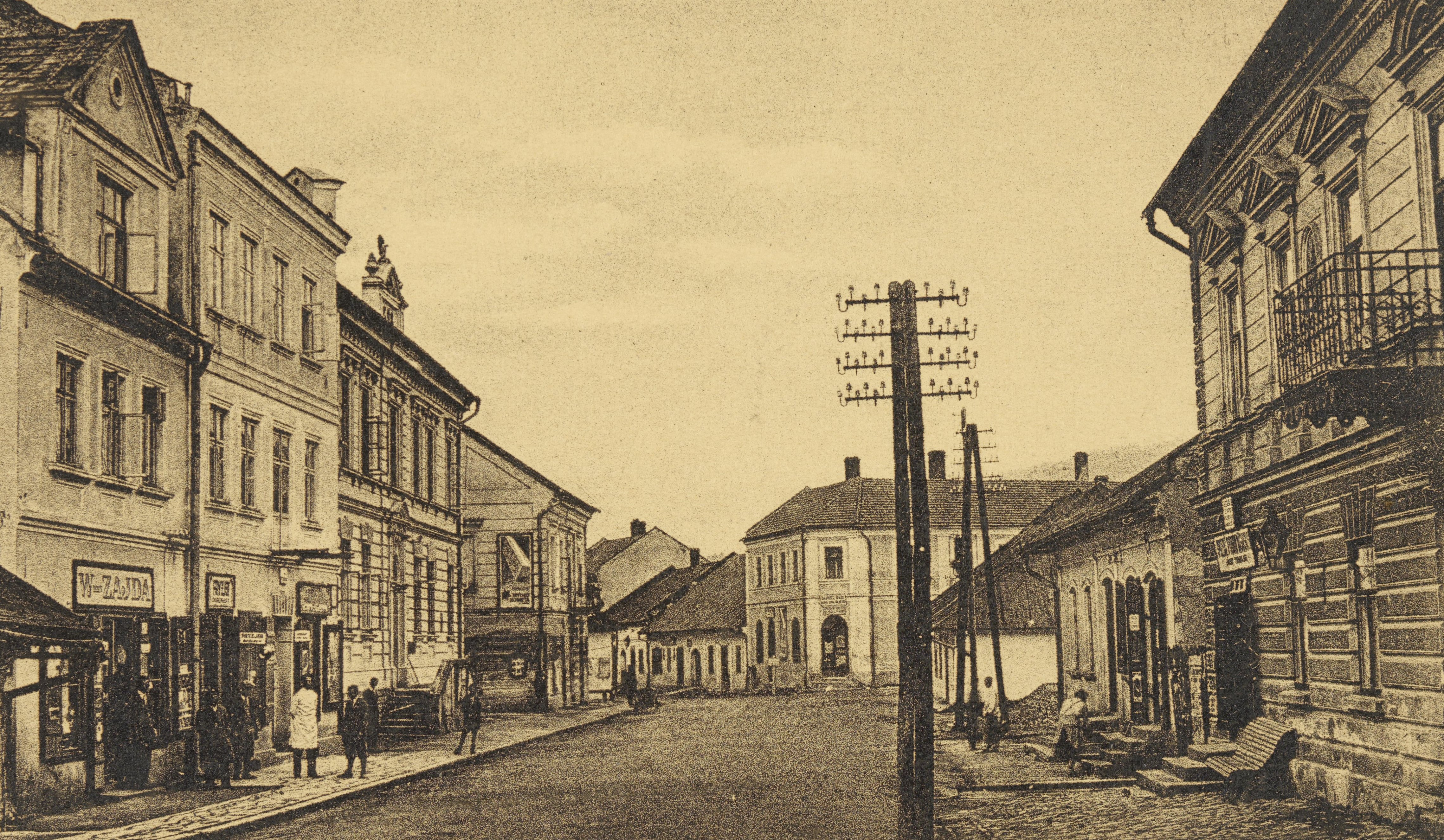
Ulica miejska (1927–1939)

Pierwsze wzmianki o Makowie jako osadzie starostów lanckorońskich pochodzą z 1378 r., chociaż już w 1358 r. wzmiankowano o istniejącej już rozległej parafii makowskiej oraz kościele. Najważniejszy ośrodek pielgrzymkowy w Karpatach w Polsce przedrozbiorowej. Dzierżawcą Makowa w 1378 roku był Hanko z Zakliczyna, żupnik wielicki – protoplasta rodu Jordanów.
Od połowy XIV w. aż do rozbiorów Polski Maków występuje jako wieś królewska i znajduje się na terytorium dawnego starostwa lanckorońskiego. Maków i okoliczne osiedla były dobrami królewskimi – stanowiły Makowszczyznę. Pierwotna osada skupiała się na osiedlu Młyny – Stary Rynek.

Na środku starego rynku rosła ponad 400-letnia lipa, lecz spłonęła na początku XXI w. Przy budowie pawilonu handlowo–gastronomicznego Krokus natrafiono na ślady osiedla historycznego i obwarowanie drewniane starego rynku. Na skutek pośpiechu przy budowie, nie przekazano tego zdarzenia władzom miasta, celem przeprowadzenia skrupulatnych badań wykopaliskowych. Przypuszczalnie był to falochron, zabezpieczający centrum osiedla Maków przed wodami rzeki Skawy, która kiedyś płynęła u stóp Makowskiej Góry. Siła wody Skawy przesunęła koryto w obecne położenie, natomiast ludzie wzmocnili nowe koryto budując tamę na osiedlu Jazy.
Makowianie od samych początków osady zajmowali się wyrębem drzew z otaczającej Maków puszczy beskidzkiej oraz bednarstwem. Już w XIV w. na potrzeby żupników wielickich zrębnicy z Makowa dostarczali beczki na sól, co czyni bednarstwo tradycyjnym rzemiosłem w Makowie. Wiadomo także, że w XVI w. istniał tu folwark, który historycy umiejscawiają w miejscu stadionu sportowego.
Na XVII w. przypada rozbudowa centrum Makowa. Budownictwo wkracza również na stoki górskie. Zabudowania stawiano jedynie z ogólnodostępnego drewna. Dachy kryto gontami. Najazd szwedzki spowodował nie tylko upadek gospodarczy Makowa, ale przyczynił się do całkowitego jego zniszczenia. W 1657 r. król Jan II Kazimierz Waza nadał miastu przywilej wolnego wyrębu drzewa, związany z odbudową po zniszczeniach spowodowanych wojną ze Szwedami.
W 1774 r. wskutek I rozbioru Rzeczypospolitej po śmierci ostatniego starosty lanckorońskiego Jana Józefa Wielopolskiego Maków wraz z resztą królewszczyzny lanckorońskiej został przejęty przez skarb austriacki.
Po sprzedaży tzw. klucza makowskiego hrabiemu Filipowi Saint-Genois d’Anneaucourt w 1843 r. Maków uzyskał za sprawą nowego właściciela prawa miejskie. Otrzymał herb w 1873 r.
W 1844 r. zaczęto budowę huty żelaza Maurycy współpracującej z kuźnicą w Zawoi, lecz ze względu na niską opłacalność została zamknięta w 1863 r. W 1878 Habsburgowie żywieccy wykupili dobra od Maurycego, syna hrabiego. Pod koniec XIX w. Maków został połączony linią kolejową z Krakowem (na pn.) i Chabówką w 1884 roku.
Podczas I wojny światowej wielu mieszkańców z Makowa i okolic zaciągnęło się do legionów Józefa Piłsudskiego, który osobiście przebywał w mieście w listopadzie 1914 r. i w 1916 r.
Maków dwukrotnie w swej historii był siedzibą starostwa. W 1914 r. z powodu działań wojennych starostwo nie rozpoczęło urzędowania. Ponownie starostwo powołano już w wolnej Polsce w 1923 r.
Do powiatu makowskiego wchodził okręg sądowy suski z 10 gminami, jordanowski z 16 gminami oraz makowski z 10 gminami. Przed 1929 r. przyłączone zostały gminy Ponice, Chabówka oraz miasto Rabka. Ogółem powiat obejmował 823 km² powierzchni, a zamieszkiwało go 69 000 mieszkańców (1931) – sam Maków odpowiednio 22,03 km² powierzchni i 4111 mieszkańców.
W tym czasie Maków dzięki specyficznemu mikroklimatowi i dogodnym warunkom geograficznym sukcesywnie przekształcał się w duży ośrodek wczasowy dla mniej zamożnych turystów i kuracjuszy. W latach 20. XX w. rozpoczął się okres budowy domów letniskowych, rozwijało się budownictwo miejscowe, a w 1933 r. na stokach Makowskiej Góry wybudowano ośrodek wczasowy dla kolejarzy (późniejsze sanatorium przeciwgruźlicze).
Dość pomyślnie rysujące się perspektywy rozwojowe na początku lat 30. XX w. zostały przyhamowane. Złożyły się na to 2 czynniki: likwidacja powiatu makowskiego (pomimo jego bardzo dobrego prosperowania) oraz konsekwencje wielkiego kryzysu gospodarczego. Ostatecznie rozwój miasta zahamowała II wojna światowa.
3 września 1939 r. Niemcy zajęli Maków bez walki. Miasto weszło w skład Generalnego Gubernatorstwa i był miastem granicznym, gdyż na Skawie przebiegała granica z III Rzeszą.
Przez cały okres okupacji na terenie Makowa (przede wszystkim w lasach) i w okolicy działała partyzantka, której wielu mieszkańców miasta pomagało. Jednak aktywni byli również Niemcy, którzy swoją siedzibę mieli w willi Marysin, gdzie dokonywano przesłuchań i licznych egzekucji. Do największej z nich doszło 25 sierpnia 1942 r., kiedy to rozstrzelano 72 osoby. Makabrycznej zbrodni hitlerowcy dokonali na Osiedlu Zagórze z 4 na 5 kwietnia 1944 r. – pacyfikując, mordując i paląc żywcem 42 osoby.
28 stycznia 1945 r. po blisko tygodniowej walce Armia Czerwona wraz z oddziałem Walka płk Kalinowskiego zajęła Maków. W walkach poległo blisko 1000 żołnierzy sowieckich.
Dopiero od lat 60. XX w. zaczął się dla miasta okres ponownego rozwoju, choć przemiany ustrojowe na początku lat 90 XX w. ponownie go przyhamowały.
W 1979 r. obraz Matki Boskiej Makowskiej został ukoronowany przez papieża Jana Pawła II.
25 lipca 2001 r. miasto nawiedziła powódź, która zniszczyła centrum miasta, gdzie z brzegów wystąpił przepływający tu Księży Potok. Suma opadów atmosferycznych tego dnia wyniosła aż 190,8 mm.

## Nazwa miasta
Do początku XX w. powszechnie funkcjonowała nazwa Maków. Jest to nazwa dzierżawcza, pochodzi prawdopodobnie od imienia chłopa zasadźcy Maka. Popularna etymologia wiąże jednak tę nazwę z rośliną makiem, co znalazło odzwierciedlenie w herbie miasta.
Po odzyskaniu niepodległości w 1918 r. na obszarze Polski były dwa miasteczka o takiej nazwie (drugie to Maków Mazowiecki). O uporządkowanie nazewnictwa wnioskowała kolej. Zaproponowano kilka określeń, które mogły być drugim członem nazwy: Krakowski, Podgórski, Małopolski i Podhalański. Ostatecznie przyjęta została ta ostatnia wersja, choć z geograficznego i historycznego punktu widzenia jest ona niepoprawna – kraina Podhale zaczyna się kilka kilometrów od miasta. Decyzję tę zaakceptowało Ministerstwo Spraw Wewnętrznych.
W latach 1924–1933 Maków był siedzibą powiatu makowskiego.

## Demografia

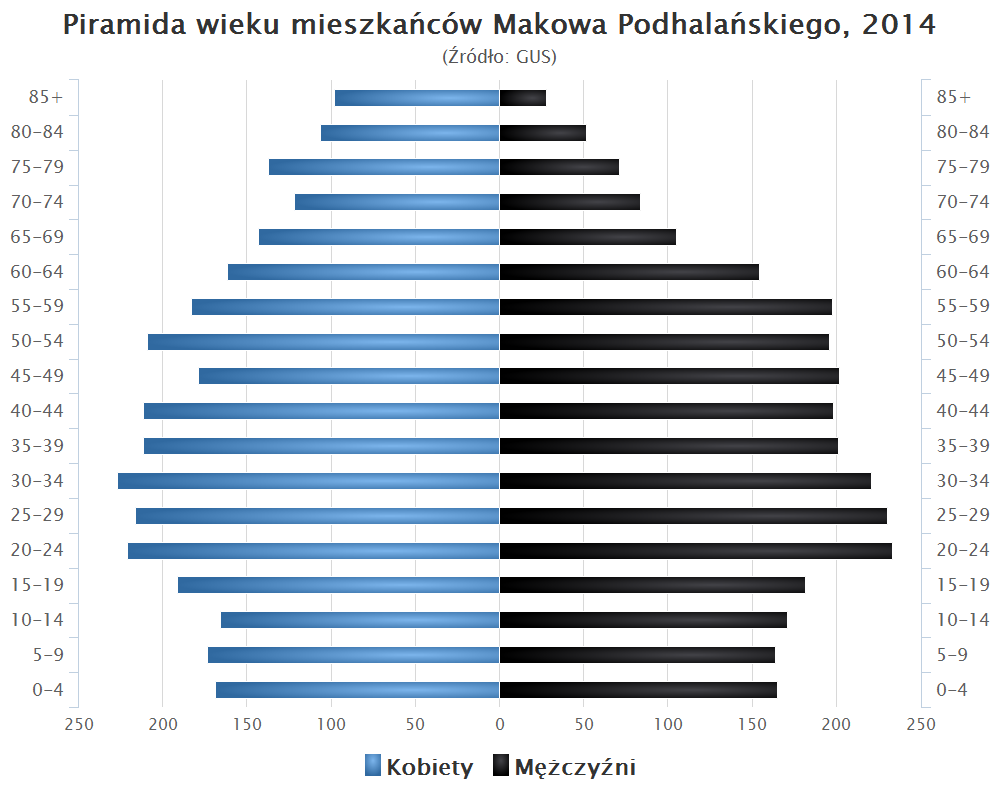
Piramida wieku mieszkańców Makowa Podhalańskiego w 2014 roku

## Zabytki
Obiekty wpisane do rejestru zabytków nieruchomych województwa małopolskiego.
- Ruiny dawnej huty żelaza wraz z murem oporowym przy ul. Moniuszki;

- dom ul. 3 Maja 24 z 1896, obecnie biblioteka i izba regionalna.

### Inne zabytki
- - Kościół klasycystyczny z XIX w. – Sanktuarium Matki Bożej Królowej Rodzin;
  - domy drewniane z I połowy XIX wieku;
  - kapliczki i pomniki przydrożne.

## Osiedla mieszkaniowe
- Osiedle Tysiąclecia
- Tzw. nowe bloki przy ul. 3 Maja

## Gospodarka

### Przemysł w gminie Maków Podhalański
- drzewny i meblarski (m.in.: Drewmax – producent mebli z litego drewna sosnowego z elementami rattanu lub szkła[12], Drewpol – producent mebli woskowanych[13], Arbox – producent mebli z drewna litego[14], Stolarstwo Meblowe Mirosław Bochenek[15], Drzewna Spółdzielnia Pracy Spólnota – producent leżaków i sanek z siedzibą w Białce koło Makowa Podhalańskiego[16])
- odzieżowy (m.in. Dalia)
- spożywczy

## Transport
W latach 1990–2003 istniała w Makowie Podhalańskim komunikacja miejska, wykonywana przez Miejski Zakład Komunalny (MZK). Autobusy miejskie, kursujące na liniach o numeracji od 1 do 8, łączyły Maków z wsiami na terenie gminy, a także Suchą Beskidzką, Stryszawą i Skawicą.
Najbliższe lotniska znajdują się w Krakowie i w Katowicach. W 2013 ok. 6 km na południowy zachód od miasta oddano do użytku prywatne lądowisko Blachdom Plus Maków Podhalański.

## Drogi

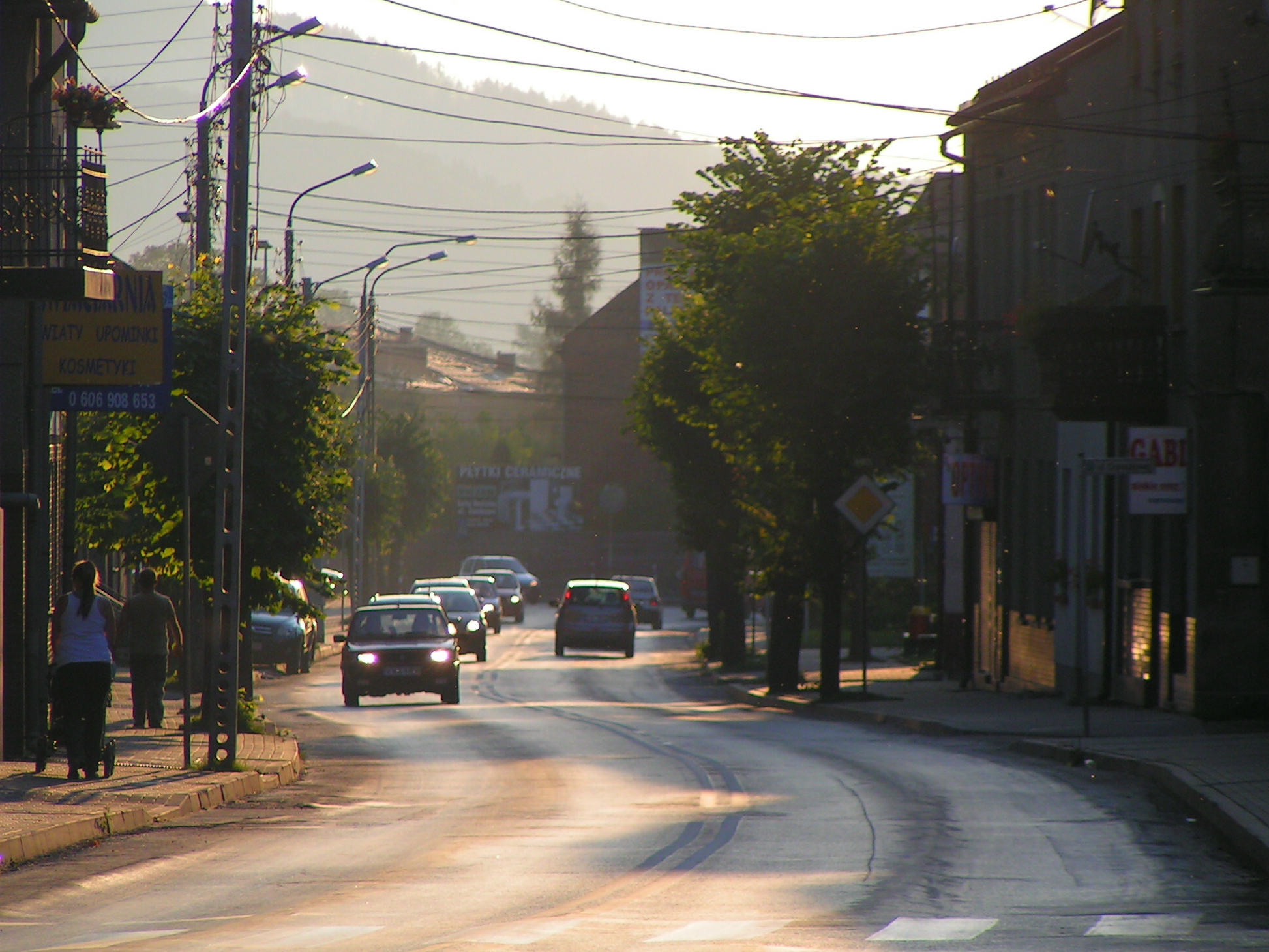
Droga krajowa 28 – widok w kierunku Suchej Beskidzkiej

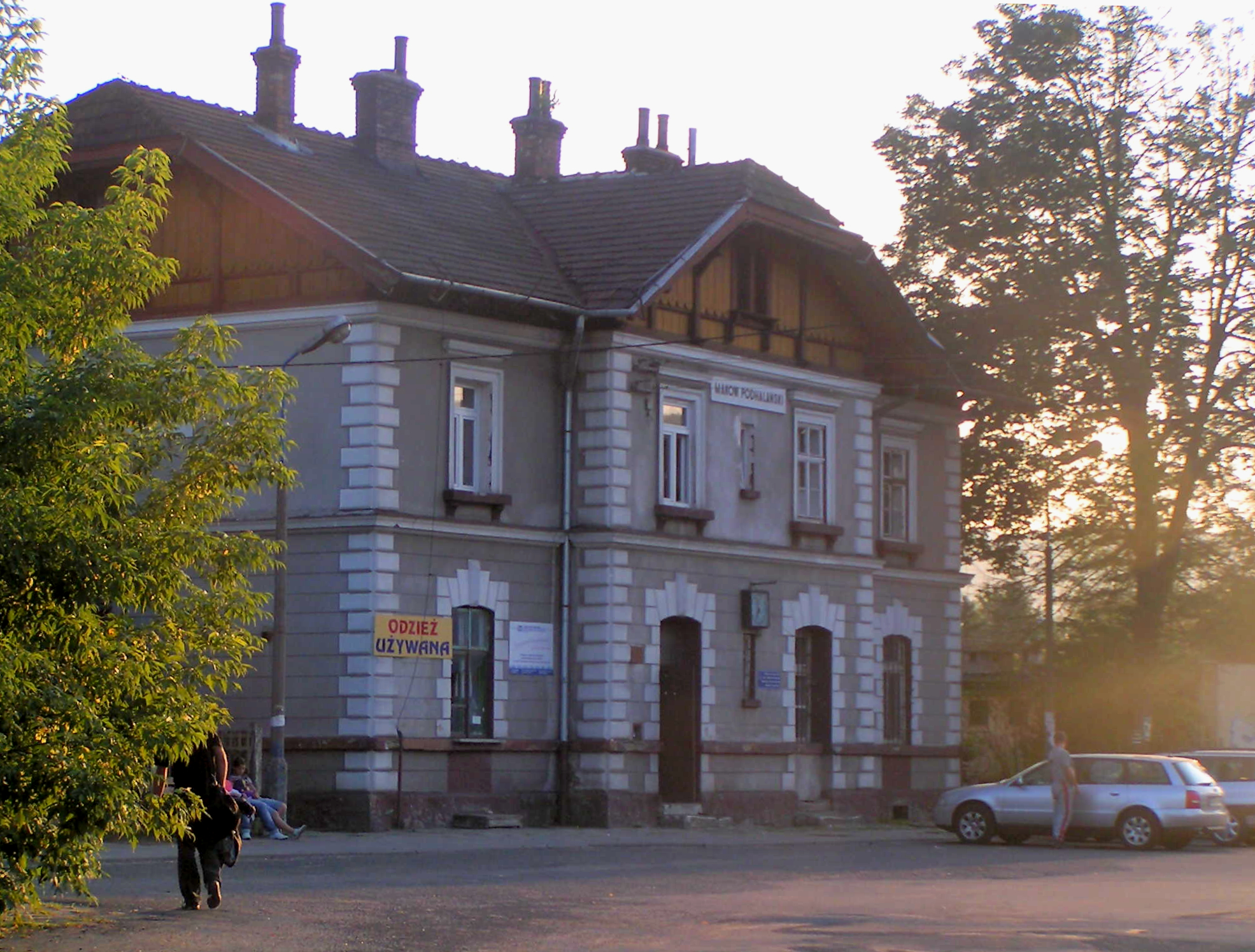
Stacja kolejowa w Makowie Podhalańskim

- droga krajowa 28

### Kolej
- Stacja kolejowa PKP Maków Podhalański (ul. Kolejowa), położona na linii kolejowej Sucha Beskidzka – Chabówka, po której kursują wszystkie pociągi z Krakowa do Zakopanego.

### Mosty

#### Most kolejowy
- Most nad rzeką Skawą

#### Mosty drogowe
- Most łączący Maków Podhalański i Suchą Beskidzką
- Most łączący Maków Podhalański i Białkę
- Most Grzechyński

#### Most spacerowy
- Most Jedziński

## Edukacja

### Przedszkola
- Gminne Przedszkole Samorządowe
- Przedszkole Niepubliczne Sióstr Serafitek pw. św. Anny
- Prywatne Przedszkole Słoneczny Uśmiech

### Szkoły podstawowe
- Szkoła Podstawowa nr 1 im. Henryka Sienkiewicza
- Szkoła Podstawowa Stowarzyszenia Przyjaciół Szkół Katolickich (SPSK)

### Szkoły ponadpodstawowe
- Zespół Szkół im. św. J. Kantego:
  - Liceum Profilowane (LP)
  - Uzupełniające Liceum Ogólnokształcące (po ukończeniu ZSZ)
  - Technikum (T)
  - Zasadnicza Szkoła Zawodowa (ZSZ)
- Niepubliczne Liceum Ogólnokształcące dla Dorosłych Zaoczne, ul. Wolności

### Szkoła policealna
- Asystent Osoby Niepełnosprawnej (w Zespole Szkół im. św. J. Kantego)

### Pozostałe placówki szkolne
- Specjalny Ośrodek Szkolno-Wychowawczy (SOSW)
  - Szkoła Podstawowa, ul. Orkana,
  - Internat, ul. Moniuszki.

## Urzędy oraz inne ważniejsze instytucje w Makowie Podhalańskim
- Urząd Miejski
- Urząd Pocztowy
- Komisariat Policji
- Miejski Ośrodek Pomocy Społecznej (MOPS)
- Miejski Dom Kultury
- Gminny Zarząd Placówek Oświatowych (GZPO)
- Miejska Biblioteka Publiczna
- Przedsiębiorstwo Wodno-Kanalizacyjne Eko-Skawa Sp. z o.o. (dawne MZWiK)
- Ochotnicza Straż Pożarna (OSP) w Makowie Podhalańskim-Centrum
- Ochotnicza Straż Pożarna (OSP) w Makowie Podhalańskim-Dolnym
- Dom Pomocy Społecznej (DPS)

## Placówki medyczne

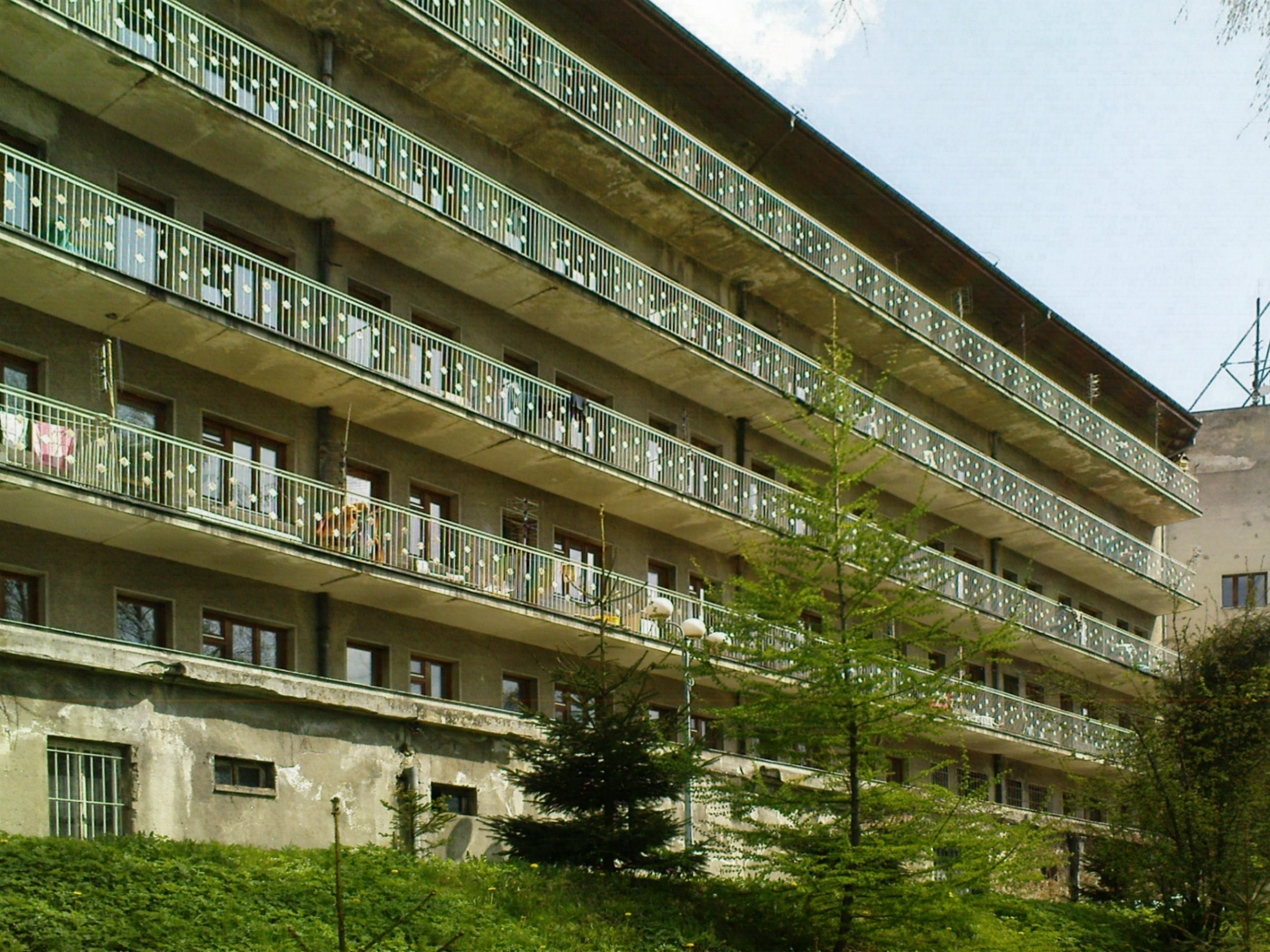
Maków Podhalański – Zakład Długoterminowej Opieki Medycznej im. św. Katarzyny Sieneńskiej (dawne sanatorium przeciwgruźlicze)

- Szpital im. księdza dr Stanisława Czartoryskiego, al. Kasztanowa
- Zakład Długoterminowej Opieki Medycznej im. św. Katarzyny Sieneńskiej (dawne sanatorium przeciwgruźlicze), ul. Mickiewicza
- Miejska Przychodnia Zdrowia, ul. Kościuszki
- Poradnie Specjalistyczne (przy szpitalu im. księdza dr Stanisława Czartoryskiego)
- 6 aptek, 2 sklepy medyczne, 2 zakłady optyczne.

## Muzea
- Izba Regionalna w Miejskiej Bibliotece Publicznej
- Muzeum Historyczne Makowa Podhalańskiego (MHMP)

## Biblioteki
- Miejska Biblioteka Publiczna
- Biblioteka Parafialna przy parafii rzymskokatolickiej pw. Przemienienia Pańskiego

## Organizacje społeczne
- Polana Makowska – zespół regionalny
- Miejski Klub Sportowy Halniak
- Stowarzyszenie Babiogórska Grupa Krótkofalowców
- Towarzystwo Przyjaciół Ziemi Makowskiej
- Małopolskie Stowarzyszenie Promocji Agroturystyki
- Stowarzyszenie Rodzina Kolpinga przy parafii rzymskokatolickiej pw. Przemienienia Pańskiego
- Feniks – Klub bilardowy
- Stowarzyszenie Gmin Babiogórskich (SGB)
- Beskidzkie Stowarzyszenie Kombatantów i Osób Represjonowanych
- Babiogórskie Stowarzyszenie Twórców Kultury
- Związek Podhalan
- Polski Związek Wędkarski (PZW)
- Fundacja Aktywnej Rehabilitacji (FAR)
- Ognisko Muzyczne Moderato
- Gminna Orkiestra Dęta Maków Podhalański
- The Chilloud – zespół rockowy (dawniej Narwana)
- Zespoły Szkolne (np. chór Septyma)

## Turystyka
Spokojne miasteczko, położone w dolinie o specyficznym mikroklimacie, już w latach międzywojennych przyciągnęło wiele osób, które postawiły tutaj swoje wille. Na stoku Makowskiej Góry powstało także sanatorium przeciwgruźlicze. Miasto jest znane ze swojej szkoły krawieckiej, założonej w 1896 r., w której uczy się typowego dla tego obszaru haftu makowskiego. Wyroby lokalnego rękodzieła ludowego są popularnymi pamiątkami z tego regionu.

### Szlaki turystyczne
- Sucha Beskidzka – Mioduszyna – Maków Podhalański – Grzechynia – dojście do  z Suchej Beskidzkiej do Zawoi Dolnej
- Maków Podhalański – Budzów – Chełm Wschodni – Stronie – Kalwaria Zebrzydowska
- Maków Podhalański – Stańkowa – Koskowa Góra – Parszywka – Przełęcz Dział – Groń – Pcim

### Ośrodki turystyczne
- Hotel Halniak,
- Hotel Carlton (dawna Willa Marysin)
- Ośrodek Wczasowo-Campingowy Jazy
- Willa Świt (Pensjonat)
- Ośrodek Wypoczynkowy Pod Łysą Górą
- Ośrodek Wypoczynkowy Podhale
- Młodzieżowe Schronisko Turystyczne
- Zajazd Aśka

## Wydarzenia sportowe i kulturalne
- Tydzień Kultury Beskidzkiej (TKB) – sierpień
- Międzynarodowy Bieg Uliczny po Ziemi Makowskiej – maj
- Dni Makowa Podhalańskiego – lipiec
- Rajd Podbabiogórskie Miasta
- Rajd Krakowski – kwiecień
- Rajd Pieszy Koskowa Góra
- Terenowy Wyścig Rowerowy – wrzesień
- Międzynarodowy Plener Rzeźbiarsko-Malarski w Makowie Podhalańskim

## Odznaczenia
- Order Krzyża Grunwaldu III klasy (1985)[17]